# Sipungguk
Sipungguk is een bestuurslaag in het regentschap Kampar van de provincie Riau, Indonesië. Sipungguk telt 2993 inwoners (volkstelling 2010).